# Фонд Соломона Р. Ґуґґенгайма
Фонд Соломона Р. Ґуґґенгайма — це некомерційна організація, заснована в 1937 році Соломоном Ґуґґенгаймаом та Гіллою фон Ребай. Мета фонду — збирати, зберігати та досліджувати сучасне мистецтво.
Першим музеєм, заснованим фондом, був Музей безпредметного живопису, який у 1959 році замінив Музей Ґуґґенгайма в Нью-Йорку.
У 1970-х роках почала виникати міжнародна мережа музеїв. Пеґґі Ґуґґенгайм присвятила свій будинок та колекцію творів мистецтва Нью-Йоркському фонду за умови, що зібрані нею твори мистецтва залишаться в її венеціанському палаці. Після її смерті колекцію відкрили для публіки. У 1997 році відкрилися Музей Ґуґґенгайма в Більбао та Deutsche Guggenheim у Берліні. У 2006 році влада Абу-Дабі, столиці Об'єднаних Арабських Еміратів, уклала угоду з Фондом Ґуґґенгайма про будівництво ще одного музею. Будівлю спроєктував Френк О. Ґері. Його відкриття заплановано на 2025 рік.
З 1956 до 1964 року фонд присуджував Міжнародну премію Ґуґґенгайма (Guggenheim International Award, GIA) з живопису. Було проведено чотири присудження премії, кульмінацією яких стали престижні міжнародні виставки для лауреатів. Ще дві виставки відбулися під його егідою у 1967 та 1971 роках, але грошові премії запрошеним митцям більше не вручалися.
| Ілюстрація | Назва                                    | Місцезнаходження | Проєктування будівель |
| ---------- | ---------------------------------------- | ---------------- | --------------------- |
|            | Музей Соломона Р. Ґуґґенгайма            | Нью-Йорк         | Френк Ллойд Райт      |
|            | Колекція Пеґґі Ґуґґенгайм                | палац у Венеції  |                       |
|            | Музей Соломона Ґуґґенгайма в Більбао     | Більбао          | Френк Ґері            |
|            | Німецька галерея Ґуґґенгайма             | Берлін           |                       |
|            | Музей Ґуґґенгайма (в стадії будівництва) | Абу-Дабі         | Френк Ґері            |

## Виноски
1. ↑  Abu Dhabi’s Louvre, Guggenheim delayed again – CBC News (англ.). 25 січня 2012.